# Ischyja paraplesius
Ischyja paraplesius là một loài bướm đêm trong họ Noctuidae.